# AZS UMCS Lublin
Klub Uczelniany Akademickiego Związku Sportowego Uniwersytetu Marii Curie-Skłodowskiej w Lublinie – wielosekcyjny uczelniany klub sportowy działający od 1944 roku przy Uniwersytecie Marii Curie-Skłodowskiej w Lublinie zrzeszający ponad 1300 studentów.

## Działalność
KU AZS UMCS Lublin jest jednym z największych klubów AZS w województwie lubelskim. Posiada 41 sekcji, z których 33 to sekcje uniwersyteckie, a 8 to sekcje wyczynowe. Klub największe swoje laury święci na arenach sportu zawodowego, ale każdego roku jego zawodnicy z sukcesami rywalizują w zmaganiach Akademickich Mistrzostw Polski. W roku akademickim 2018/2019 reprezentanci UMCS zajęli 11. miejsce wśród wszystkich uczelni w kraju. Natomiast wśród samych uniwersytetów uplasował się na 4. pozycji. Sportowcy AZS UMCS Lublin na przestrzeni ostatnich lat brali udział w Igrzyskach Olimpijskich, Uniwersjadach, Mistrzostwach Polski, Europy i Świata. Do najbardziej utytułowanych zawodników związanych z klubem można zaliczyć między innymi:
- Malwinę Kopron – brązową medalistkę Mistrzostw Świata w rzucie młotem z 2017 roku, złotą medalistkę Uniwersjady z tego samego roku oraz srebrną medalistkę Uniwersjady z 2019 roku[6].
- Kingę Wojtasik (Kołosińską), która jest[7]: mistrzynią świata juniorek (2009), ma srebrne medale Mistrzostw Europy do lat 20 i 23 (2009,2011), zdobyła srebrny medal Uniwersjady (2013), posiada medale (srebro i brąz) Pucharu Świata (2015, 2016) oraz jest uczestniczką Igrzysk Olimpijskich w Rio de Janeiro.
- Paulinę Gubę – złotą medalistkę Mistrzostw Europy w pchnięciu kulą z 2018 roku[8].

## Historia
Początki AZS na Uniwersytecie Marii Curie-Skłodowskiej są zbieżne z momentem powstania uczelni. Tę powołano na mocy dekretu Polskiego Komitetu Wyzwolenia Narodowego z dnia 23 X 1944 roku. Działalność rozpoczęły cztery wydziały: Lekarski, Przyrodniczy, Rolny i Weterynaryjny. Jej pierwszym rektorem został profesor Henryk Raabe. Henryk Raabe, który miał swój udział w odbudowaniu ducha sportu na powojennej Lubelszczyźnie. Rekonstrukcja Akademickiego Związku Sportowego w Kozim Grodzie, mimo trudności nieustannie postępowała do przodu, a duża w tym zasługa studentów UMCS-u. To właśnie oni stanowili większość Zarządu odradzającego się Klubu AZS Lublin. Sport akademicki wkroczył w fazę rozkwitu. Uprawiano piłkę nożną, lekkoatletykę, koszykówkę, siatkówkę, hokej na lodzie, narciarstwo, pływanie, szermierkę, szczypiorniaka, tenisa stołowego i ziemnego oraz boks. Bez wątpienia istotnym wydarzeniem było powstanie Centrum Kultury Fizycznej UMCS w 1951 roku. Była to międzywydziałowa jednostka organizacyjna i dydaktyczna, świadcząca usługi w dziedzinie kultury fizycznej dla potrzeb studentów z różnych wydziałów uniwersytetu. Jej pierwszymi kierownikami byli Stanisław Rajzner i Aleksander Strycharzewski. Doskonale radzili sobie z powierzonymi im zadaniami. Mimo powszechnym oczekiwaniom CKF-u nie przekształcono jednak w Instytut Wychowania Fizycznego. Lublin względnie szybko stał się silnym ośrodkiem sportowym. Znaczące sukcesy stały się udziałem przede wszystkim lekkoatletów oraz siatkarzy studiujących na Uniwersytecie Marii Curie-Skłodowskiej. Szczególnie owocne były starty z udziałem trójskoczków, którzy na przestrzeni lat udowodnili wartość rzemiosła lubelskich trenerów. Medalistą mistrzostw Polski został studiujący historię – Władysław Domaszewicz. Wychowanek trenera Wiesława Dolińskiego imponował w latach 60. i 70. XX wieku. Jego następcą został inny wychowanek Dolińskiego – Andrzej Sontag. Będąc studentem historii na Wydziale Humanistycznym UMCS, wywalczył brązowy medal mistrzostw Europy w Rzymie (1974 rok). Miejsce na podium tej imprezy zapewnił mu wynik 16.61 metra. Dwa lata później reprezentował Polskę na Igrzyskach Olimpijskich w Montrealu. W międzyczasie został halowym mistrzem Polski. Tytuł zdobył w 1976 roku. Dowodem na ciągłość myśli szkoleniowej we wspomnianej dyscyplinie były starty Rafała Goebela – skoczka i trójskoczka. Skala osiągnięć była nieco mniejsza, ale podwójne złoto akademickich mistrzostw uniwersytetów z roku 1990 też jest istotnym dorobkiem. Wartym odnotowania są osiągnięcia siatkarzy broniących barw Uniwersytetu Marii Curie-Skłodowskiej. Szczególnie obfite w laury są lata 60. XX stulecia. Zespół prowadzony przez Jerzego Welcza aż pięciokrotnie wygrywał tytuł akademickiego mistrza uniwersytetów. Talent trenerski wykładowcy Studium Wychowania Fizycznego i Sportu UMCS z biegiem lat rozkwitał coraz bardziej. W 1975 roku Welcz został asystentem Huberta Jerzego Wagnera, by rok później przyczynić się do wywalczenia przez Polskę złota Igrzysk Olimpijskich w Montrealu. Swoją historię zapisali również biegacze. Studentka ekonomii – Grażyna Siewierska stanęła na podium mistrzostw Polski na dystansie 200 metrów (1979 rok). Zajęła 3. miejsce. Była też reprezentantką kraju w imprezach międzynarodowych. W latach 90. Rozbłysnął talent Piotra Kitlińskiego, który specjalizował się w średnich dystansach. Podczas mistrzostw Polski w Pile (1994 rok) zwyciężył w rywalizacji na 1500 metrów. W pierwszej dekadzie lat XXI wieku silna na arenie krajowej była sekcja szachów, która zdobyła cztery medale drużynowych mistrzostw Polski (srebro w 2002, 2006 i 2008 oraz brąz w 2007).

## Zespoły wyczynowe: osiągnięcia
Sekcja lekkiej atletyki jest bez wątpienia wiodącą siłą w kraju. Zawodnicy AZS UMCS Lublin ostatnimi laty regularnie stają na podium drużynowych mistrzostw Polski. W 2018 oraz w 2020 i 2021 roku sięgnęli po złoto. W gronie akademików jest wiele znanych nazwisk nie tylko na arenie krajowej, ale również europejskiej czy światowej. Obecnie zielono-białe barwy reprezentują między innymi: Malwina Kopron (rzut młotem), Paulina Guba (pchnięcie kulą), Sofia Ennaoui (bieg na 1500 metrów), Karolina Kołeczek (100 metrów przez płotki), Małgorzata Hołub-Kowalik (bieg na 400 metrów) czy Karol Hoffmann (trójskok). Do największych osiągnięć pod sztandarem AZS UMCS Lublin należą: brązowy medal lekkoatletycznych mistrzostw świata w 2017 roku zdobyty przez Malwinę Kopron, złoto lekkoatletycznych mistrzostw Europy w 2018 roku wywalczone przez Paulinę Gubę czy srebro halowych lekkoatletycznych mistrzostw Europy Sofii Ennaoui. Siłą klubu z Lublina są też młodzi zawodnicy. Ci w ciągu trzech ostatnich lat dwukrotnie wygrywali drużynowe mistrzostwa Polski U20 (2017, 2018). W roku 2019 zajęli w klasyfikacji generalnej 2. miejsce. Młodzi sportowcy odnoszą również sukcesy na arenie europejskiej. 2015 rok był udany dla sprinterki – Alicji Wrony. Biegaczka razem ze sztafetą polską 4x100 metrów sięgnęła po srebro mistrzostw Europy juniorów. W 2017 roku podczas mistrzostw Europy U20 Maciej Hołub biegł w sztafecie reprezentacji Polski 4x400 metrów. Sięgnął z nią po brązowy medal. Rok później również na najniższym stopniu podium stanął Mikołaj Kotyra. Razem ze sztafetą kadry narodowej biegł w tzw. sztafecie szwedzkiej (100, 200, 300, 400). Zawodnik z Lublina wystartował na ostatnim – najdłuższym dystansie. W 2019 roku jeden z największych sukcesów młodzieżowych stał się udziałem Michała Sierockiego. W rywalizacji 110 metrów przez płotki zdobył srebrny krążek mistrzostw Europy U20.
Sekcja pływania to bezprecedensowy przypadek. Zaczęła działanie w 2016 roku, a dziś jest jedną z dominujących w kraju. Jej siłą są zarówno doświadczeni zawodnicy, jak i młode talenty. Widać to choćby po występach w mistrzostwach Polski, które swego czasu zawodnicy z Lublina zaczęli wręcz dominować. Oto niektóre osiągnięcia drużynowe z najbliższej przeszłości: drużynowe mistrzostwo Polski (2017), drużynowe mistrzostwo Polski na krótkim basenie (2018, 2019), drużynowe mistrzostwo Polski młodzieżowców (2018, 2019). Oprócz nich są medale imprez międzynarodowych. W 2018 roku podczas mistrzostw Europy dwójka zawodników z Lublina: Konrad Czerniak i Jan Świtkowski była częścią sztafety kadry Polski na dystansie 4x100 metrów stylem dowolnym, która sięgnęła po brąz. Aktualnie w kadrze AZS UMCS Lublin oprócz wyżej wspomnianych są między innymi: Paula Żukowska, Jan Hołub, Kacper Klich czy Marcin Stolarski.
Sekcja koszykówki kobiet nieprzerwanie od sezonu 2014/2015 występują w najwyższej klasie rozgrywkowej. Tym samym nawiązuje do lat 1978–1979 oraz 2000-2006, kiedy to lubelskie zawodniczki również grały na najwyższym szczeblu krajowych zmagań. Zespół gra pod nazwą Pszczółka Polski Cukier AZS UMCS Lublin. Historyczny był rok 2016, na początku którego akademiczki sięgnęły po Puchar Polski. Turniej rozgrywano w Lublinie. Trenerem Pszczółek był Krzysztof Szewczyk. Po sezonie na stanowisku tym zastąpił go Wojciech Szawarski. Jednak w rozgrywkach 2019/2020 na ławkę ponownie wrócił Szewczyk. I tym razem osiągnął historyczny wynik. Rozgrywki Energa Basket Ligi zakończył na najwyższym jak dotychczas, 4. miejscu w tabeli.
Na drugim szczeblu ligowych zmagań występują sekcje piłki ręcznej kobiet oraz futsalu. Drużynę szczypiornistek (MKS AZS UMCS Lublin) prowadzi duet trenerski Patryk Maliszewski-Barbara Radlińska. Zespół futsalowy prowadzi grający trener – Konrad Tarkowski. W sezonie 2019/2020 popularne “Dziki” otarły się o ćwierćfinał Pucharu Polski, co jest jednym z lepszych wyników drużyny. Akademicy ulegli na wyjeździe drużynie NEXX Goczałkowice Zdrój 4-5.
W niższych ligach (trzeci poziom) występują siatkarki, piłkarze ręczni oraz koszykarze. Zarówno szczypiorniści, jak i siatkarki zazwyczaj plasują się w środku stawki. Te pierwsze od sezonu 2019/2020 prowadzi Piotr Fijołek, który zastąpił na stanowisku Jacka Rutkowskiego. Ze szczypiornistami od 2019 roku pracuje Łukasz Achruk. Jego poprzednikiem był Patryk Maliszewski. Szkoleniowcem koszykarzy jest natomiast Przemysław Łuszczewski. Najbliżej awansu do drugiej klasy rozgrywkowej jego podopieczni byli w sezonie 2016/2017. Jednak przegrali rywalizację z KK Warszawa.

## Sportowcy i trenerzy związani z AZS UMCS
- Rafał Fedaczyński
- Konrad Czerniak
- Arkadiusz Godel
- Malwina Kopron
- Karolina Kołeczek
- Tomasz Wójtowicz
- Rafał Koszyk
- Sylwia Chmiel
- Przemysław Łuszczewski
- Paweł Stoma
- Izabela Paszkiewicz
- Małgorzata Kołdej
- Jerzy Welcz
- Jacek Rutkowski
- Kinga Kołosińska
- Andrzej Sontag
- Honorat Wiśniewski
- Paweł Pracownik
- Małgorzata Hołub-Kowalik
- Sofia Ennaoui
- Karol Hoffman
- Jan Świtkowski
- Agnieszka Szott-Hejmej
- Mariusz Siembida
- Krzysztof Szewczyk

## Ciekawostki
- W 2019 roku w klubie powstała sekcja e-sportu[51]. Jej grającym trenerem został znany w środowisku gry FIFA Krzysztof “Mr.Cogito” Lenarczyk. Jego partnerem został Eryk “Laxon” Birc. Pod koniec listopada 2019 roku AZS UMCS Lublin jako pierwsza akademicka drużyna w historii wystartowała w eliminacjach klubowych mistrzostw świata w grze FIFA (Fifa eCLub World Cup). Skład teamu uzupełnił wyłoniony w eliminacjach Michał Brzozowski. Koordynatorem sekcji jest Grzegorz Kutrzepa. Podczas 23. Zimowych Igrzysk Olimpijskich w Pjongczang w składzie kadry Polski znalazło się dwóch zawodników AZS UMCS Lublin należących do sekcji… bobslejów i skeletonu. Mowa o Mateuszu Lutym i Grzegorzu Kossakowskim[52]. Ten pierwszy występował zarówno w zmaganiach dwójek, jak i czwórek. W dwójkach w parze z Krzysztofem Tylkowskim uplasował się na 24. miejscu. W czwórkach oprócz Lutego był także Kossakowski. Załoga zakończyła zmagania na historycznej dla polskich czwórek – 13. pozycji[53]. Aktualnie w klubie sekcja bobslejów i skeletonu już nie funkcjonuje.